# Maurice Betz
 (mars 2022).
La mise en forme du texte ne suit pas les recommandations de Wikipédia : il faut le « wikifier ».
Les points d'amélioration suivants sont les cas les plus fréquents. Le détail des points à revoir est peut-être précisé sur la page de discussion.
- Les titres sont pré-formatés par le logiciel. Ils ne sont ni en capitales, ni en gras.
- Le texte ne doit pas être écrit en capitales (les noms de famille non plus), ni en gras, ni en italique, ni en « petit »…
- Le gras n'est utilisé que pour surligner le titre de l'article dans l'introduction, une seule fois.
- L'italique est rarement utilisé : mots en langue étrangère, titres d'œuvres, noms de bateaux, etc.
- Les citations ne sont pas en italique mais en corps de texte normal. Elles sont entourées par des guillemets français : « et ».
- Les listes à puces sont à éviter, des paragraphes rédigés étant largement préférés. Les tableaux sont à réserver à la présentation de données structurées (résultats, etc.).
- Les appels de note de bas de page (petits chiffres en exposant, introduits par l'outil «  Source ») sont à placer entre la fin de phrase et le point final[comme ça].
- Les liens internes (vers d'autres articles de Wikipédia) sont à choisir avec parcimonie. Créez des liens vers des articles approfondissant le sujet. Les termes génériques sans rapport avec le sujet sont à éviter, ainsi que les répétitions de liens vers un même terme.
- Les liens externes sont à placer uniquement dans une section « Liens externes », à la fin de l'article. Ces liens sont à choisir avec parcimonie suivant les règles définies. Si un lien sert de source à l'article, son insertion dans le texte est à faire par les notes de bas de page.
- La présentation des références doit suivre les conventions bibliographiques. Il est recommandé d'utiliser les modèles {{Ouvrage}}, {{Chapitre}}, {{Article}}, {{Lien web}} et/ou {{Bibliographie}}. Le mode d'édition visuel peut mettre en forme automatiquement les références.
- Insérer une infobox (cadre d'informations à droite) n'est pas obligatoire pour parachever la mise en page.

Pour une aide détaillée, merci de consulter Aide:Wikification.
Si vous pensez que ces points ont été résolus, vous pouvez retirer ce bandeau et améliorer la mise en forme d'un autre article.
Pour les articles homonymes, voir Betz.
Maurice Betz, né le 10 décembre 1898 à Colmar et mort le 31 octobre 1946 à Tours, est un écrivain et traducteur français d’auteurs de langue allemande, dont Friedrich Nietzsche, Rainer Maria Rilke et Thomas Mann.

## Biographie

### Enfance et formation
Maurice Betz voit le jour en 1898 à Colmar, dans une famille bourgeoise protestante et francophile. Il est le fils unique de Georges Jules Betz (Wihr-en-Plaine, 1864 – Colmar, 1902), directeur d’agence à la Société Générale Alsacienne de Banque, et de Marie Minna Hemmerle (Horbourg-Wihr, 1865 – Munster, 1940), une mère « excellente, mais impressionnable, émotive à l’excès ». Le père décède alors que l’enfant n’a que trois ans : au contact de sa mère, le petit Maurice Betz développe cette sensibilité aiguë qui imprégnera dorénavant sa personnalité et son œuvre de poète et de romancier. Son oncle, Paul Betz, était par ailleurs un chirurgien renommé de l’hôpital de Colmar.

En 1904, dans une Alsace devenue depuis plus de trente ans une province du Reich wilhelminien, il entre au gymnasium de Colmar (aujourd’hui lycée Bartholdi) où les enseignements s’effectuent en allemand : Gustav Gneisse, le proviseur, un Allemand professeur de grec, est un pangermaniste farouche, ardent défenseur d’un enseignement exclusivement en allemand (Hansi, qui fréquenta quelques années avant Betz le lycée de Colmar et en conserva de mauvais souvenirs, caricatura Gneisse en 1909 sous les traits du fameux « Professor Knatschké »). Betz retracera sa scolarité tiraillée entre l’influence française et la tutelle germanique dans son premier grand roman, Rouge et Blanc (Albin Michel, 1923). Alors qu’il n’a que dix ans, Maurice Betz démontre déjà un goût assuré pour l’écriture : il compose des nouvelles en allemand qu’il broche lui-même et signe Maurice von Betz. Trois ans plus tard, il compose des poèmes. Comme nombre d’Alsaciens, il passe quotidiennement de l’allemand, la langue officielle du Reichsland d’Alsace, au français, la langue du cercle familial et des vraies racines. L’enfant partage au demeurant son existence entre les lectures de littérature française (Victor Hugo, Alexandre Dumas, Jules Verne, Pierre Loti, mais aussi Jean Richepin, Paul Bourget, Anatole France, etc.) et l’activité au grand air qu’il affectionnera toute sa vie durant (marche dans les Vosges, natation, ski, etc.).
En 1915, alors que la guerre vient d’éclater, Maurice Betz, qui ne veut pas se soumettre aux obligations militaires allemandes, franchit sans passeport la frontière suisse près de Constance. Sa mère l’accompagne à Berne, Genève et finalement Neuchâtel, où il fréquente désormais le gymnase puis la faculté des Lettres. Durant ces deux années hors de France, Betz mène l’existence relativement insouciante des étudiants suisses, s’avère un esprit fin et travailleur, grand lecteur qui découvre à cette époque, pêle-mêle, Taine, Ernest Renan, Jules Laforgue, Remy de Gourmont, Maurice Barrès, André Gide, Paul Claudel. Il découvre également la poésie étrangère, avec Walt Whitman et Rainer Maria Rilke. Dans son ouvrage de souvenirs Rilke vivant (Émile-Paul frères, 1936), il évoque en effet ce « vieil ami alsacien », le professeur Friedrich Eduard Schneegans, érudit spécialiste de la littérature du Moyen Âge, dans la bibliothèque duquel il trouva, entre nombre de volumes symbolistes du Mercure de France ou de La Nouvelle Revue française, une « petite plaquette cartonnée, au titre allemand imprimé en caractères gothiques », l’édition verte et blanche de l’Insel-Bücherei du Chant de l’amour et de la mort du Cornette Christoph Rilke (Rilke vivant, p. 9-10). L’ouvrage est une révélation : Maurice Betz rappelle le souvenir indélébile que laissa sur lui (ainsi que sur son camarade suisse Marcel Hofer) ce poème épique de Rilke, qui prit sans doute à ses yeux une tonalité particulière dans le contexte guerrier de l’époque.
En avril 1917, Maurice Betz est déclaré bon pour le service armé par le médecin du Consulat allemand (dont il dépend toujours en qualité d’Alsacien), choisit cependant de ne pas rejoindre les troupes allemandes, signe au Consulat de France de Berne un engagement dans la Légion étrangère française afin d’obtenir la nationalité française et de combattre dans le camp français, et rejoint finalement la Caserne Ruty à Besançon. Aspirant d’artillerie, il est envoyé dans l’Aisne puis sur le front de la Marne, à Fleury-la-Rivière, et emporte dans son havresac le Livre d’images de Rilke. Durant l’été 1917, il est envoyé à Cherbourg (Equeurdreville-Tourlaville-La Hague), afin d’aider au débarquement des troupes américaines. Betz ne connaîtra pas les combats : « Privilège singulier de l’artillerie : on y a moins qu’ailleurs l’impression directe du danger. Pour le jeune homme, la guerre est avant tout la découverte de la vie en plein air. » La vie militaire reste toutefois pour lui une expérience fondamentale, dont il ne cessera de cultiver le souvenir : dans son volume de poèmes Scaferlati pour troupes, poèmes suivis de La Malemort de Jean Lefranc publié en 1921 (Paris, La Grappe Rouge, A. Messein), mais aussi, bien plus tard, dans la préface à sa propre traduction du Cornette(accomplie sur le front de la Sarre durant l’automne 1939), dans ses traductions du journal d’Ernst Jünger, voire dans son journal intime tenu pendant les années d’Occupation. Analysant trente ans plus tard ce « goût étrange pour la guerre », il écrira ainsi, le 5 janvier 1944, dans ce journal intime :

« En me souvenant de nos semaines d’Oermingen, je cherchais à m’expliquer mon étrange goût de la guerre. Scaferlati pour troupes, qui est tout jeunesse et inconscience, ne traduit qu’imparfaitement le fond de mes sentiments. Je hais, j’abomine la guerre, c’est certain, car je hais la douleur, la cruauté, la violence, la contrainte, la chair blessée. Mais ce qui m’exalta dans l’état de combattant, lorsque j’avais dû l’accepter, c’était la conscience d’être au-delà des conventions, des mesquineries, des soucis, des calculs de la vie. C’était l’orgueil d’une pureté vraie. C’était le sacrifice de tout, imposé d’abord sans doute par les événements, puis consenti, et qui ne laissait place que pour une frénésie de vivre, pour cet enivrement un peu fou auquel nous nous abandonnions sur les routes et dans les vergers de la Sarre. »

### Installation à Paris. Le métier d’avocat. Premières publications.
Au lendemain de l’armistice de 1918, Maurice Betz s’installe à Paris, dans une chambre du cinquième étage du 1, rue de Médicis, qui demeura son adresse parisienne. Il suit des études de droit à la Sorbonne, sans grand enthousiasme toutefois. Dans l’effervescence artistique du Paris d’après-guerre, le jeune homme de vingt ans préfère s’adonner intensément à la lecture et aux spectacles, comme le laisse entrevoir un extrait de carnet intime daté du printemps-été 1920. Il fume, lit (Proust, Roger Martin du Gard, Jules Romains, Jean Giraudoux, Drieu la Rochelle, Shakespeare, les dramaturges scandinaves, Rilke, Hofmannsthal, etc.) travaille et rêvasse en contemplant le jardin du Luxembourg qui s’étend sous ses fenêtres, fréquente, accompagné de son ami Marcel Hofer, théâtres (Théâtre de l'Œuvre, Théâtre des Arts, Le Vieux Colombier), ballets russes à l’Opéra, cafés et cabarets d’artistes (La Rotonde, Les Deux Magots, Le Procope, Au Lapin Agile), envisage tantôt de révolutionner la poésie lyrique, face à ce qu’il nomme le « salmigondis dadaïste » ou d’écrire des romans, tantôt de fonder une revue, tantôt de se faire journaliste ou homme politique et d’embrasser une grande carrière au service de l’Alsace. Le quotidien du métier d’avocat à la Cour d’appel de Paris, qu’il exerce de 1920 à 1925, est un désenchantement. Il rapporte en 1946 à Jean Genet que le métier ne lui « a rapporté que trois-cents francs », en cinq années passées à « porter des cigarettes à de malheureux garçons détenus à la Santé ou à la Petite Roquette » (Journal intime, 5 mars 1946).
Peu épanoui, il se trouve un emploi alimentaire de secrétaire auprès du député alsacien Georges Weill et se jette surtout dans la vie littéraire parisienne. En 1921, est édité son recueil de poèmes Scaferlati pour troupes, des poèmes de guerre empreints de lyrisme qui accordent une large part à la vie au grand air, au compagnonnage sur le front et à l’évocation de la nature, loin donc de l’évocation crépusculaire et crue de la guerre qui fut celle d’autres poètes de sa génération (les expressionnistes de langue allemande, par exemple, ou bien Apollinaire dans une moindre mesure). Comme l’écrit Emmanuel Bove dans un article des Nouvelles littéraires, Maurice Betz « n’est pas de ceux pour qui la guerre ne fut que quatre ans de grandes vacances. Il n’est pas non plus de ceux qu’elle a ébranlés trop fortement et qui, ensuite, ont eu du mal à retrouver leur équilibre, leur entrain au travail. La vie et la guerre, Maurice Betz les a découvertes en même temps, assez tôt pour qu’elles éveillassent en lui des sources profondes de sensibilité, assez tard pour qu’elles ne les tarissent pas » (Nouvelles littéraires, artistiques et scientifiques, 10 octobre 1926). Maurice Betz portera toujours cependant en lui une « précoce amertume » (E. Bove), les incertitudes, les contradictions et les tourments d’une jeunesse inquiète, née à la veille du tournant du siècle et marquée à jamais par l’épreuve terrifiante de la Grande Guerre.
Auréolé d’une première publication sous son véritable nom (il avait déjà signé chez Delagrave une anthologie sur l’Alsace, Le Livre d’or de l’Alsace, en 1916, sous le pseudonyme de Maurice Devire), Betz fréquente les cercles littéraires où il croise Cocteau, Malraux, prend part au mouvement intellectuel des « Moins de trente ans » : lors de dîners réunissant de jeunes intellectuels et artistes soucieux de débattre et de s’élever contre l’académisme ambiant, le jeune homme croisera d’autres jeunes écrivains en devenir (Julien Green, Claude Aveline, Jean Cassou, Emmanuel Bove, Marcel Achard, Francis Carco, Marcel Pagnol, André Beucler, Armand Salacrou), des musiciens (Georges Auric, Poulenc), des acteurs (Pierre Fresnay, Pierre Brasseur), de futurs éditeurs (Jean Fayard) ou journalistes (Pierre Lazareff), voire des sportifs (Jean Borotra).

### L’année 1923:Rouge et blanc;Les Cahiers de Malte Laurids Brigge
Bien qu’il continue d’exercer comme avocat afin d’assurer sa subsistance, Maurice Betz connaît en 1923 un succès notable dans sa carrière littéraire. Il voit paraître cette année-là son premier roman, Rouge et blanc (Albin Michel), consacré à la situation de l’Alsace sous la coupe wilhelminienne. L’ouvrage, qui porte le même titre qu’un recueil de poèmes de l’Alsacien René Schickele (Weiß und Rot, 1920), a pour cadre le lycée de Colmar et retrace la trajectoire de deux lycéens, l’un Alsacien, l’autre Allemand, dont l’amitié se trouve mise à rude épreuve à la fois par la direction de l’école (le proviseur Neise est une réminiscence à peine masquée du fameux Gustav Gneisse), par les parents des deux familles, les mentalités revanchardes et les aléas de l’Histoire (le déclenchement de la Grande Guerre).
Le jeune écrivain se profile en cette même année comme traducteur : un tiers du roman de Rainer Maria Rilke Les Cahiers de Malte Laurids Brigge paraissent en effet chez Delamain et Boutelleau (Stock), dans la traduction de Maurice Betz. À l’occasion d’une collaboration avec l’éphémère revue anarchiste et avant-gardiste Action : Cahiers individualistes de philosophie et d’art, l’avocat Betz avait rencontré le critique d’art Florent Fels chargé bientôt de fonder chez Stock une collection de littérature, « Les Contemporains : Œuvres et portraits du XXe siècle », dans laquelle Fels « publiait des textes d’auteurs plus ou moins consacrés, que présentaient en des préfaces parfois sévères de jeunes écrivains qui trouvaient là une première occasion d’affirmer leurs goûts » (Rilke vivant, p. 32-33). Fels avait alors demandé à Betz le nom de quelques auteurs germaniques susceptibles de rejoindre cette collection nouvellement lancée par Jacques Chardonne chez Stock : outre Stinnes de Maximilian Harden, le jeune avocat suggéra le nom d’un « poète allemand complètement inconnu en France, Rainer Maria Rilke » et proposa de traduire une partie de son roman phare, Les Cahiers de Malte Laurids Brigge, dont André Gide avait proposé des extraits dès 1911 dans La Nouvelle Revue Française. Le roman de Rilke, traduit partiellement, connaît un succès d’estime auprès du public français et sera traduit intégralement par Maurice Betz dans les années qui suivent : l’ouvrage sort en décembre 1925, non chez Stock, mais chez les frères Émile-Paul, maison de moindre envergure, moins portée vers la littérature étrangère. Le nom de Betz sera cependant dès lors indéfectiblement lié à celui du poète pragois de langue allemande.

### 1925-1939: Maurice Betz traducteur, romancier et journaliste
Le succès des Cahiers de Malte Laurids Brigge, publiés dans une collection confiée par les frères Albert et Robert Émile-Paul au prestigieux critique littéraire et ami de Gide Edmond Jaloux, rejaillit immédiatement sur leur traducteur français qui, aux yeux des critiques de l’époque, parvint à « incorporer » le roman de Rilke au patrimoine classique français, comme le faisait remarquer le germaniste de Strasbourg Jean-Édouard Spenlé à l’occasion d’un article sur Rilke dans le Mercure de France. Outre Edmond Jaloux qui vanta l’ouvrage dans sa chronique populaire des Nouvelles littéraires, L’Esprit des livres, André Gide, Paul Valéry ou Marcel Brion saluèrent le travail et le style du jeune traducteur. Lancé dans le champ des lettres, Betz occupa dorénavant une place de conseiller éditorial dans la maison d’édition des frères Émile-Paul. Outre son rôle de secrétaire actif dans des revues publiées par Émile-Paul (les Cahiers du mois ou la Revue d’Allemagne), il devint le traducteur attitré de l’œuvre de Rilke dont il fut désormais chargé de façon quasi exclusive. Les traductions se succédèrent entre 1925 et 1939 à un rythme effréné, avec deux à trois ouvrages de Rilke (si ce n’est plus pour certains millésimes) traduits et publiés par an. Les brèves rencontres avec Rilke lors du passage de ce dernier à Paris en 1925, et les lettres échangées avec le poète, dans les mois précédant sa disparition en décembre 1926 achevèrent de faire de Maurice Betz une sorte d’« exécuteur testamentaire » de l’œuvre de Rilke en France, image qu’il cultiva au demeurant dans plusieurs livres de souvenirs (Rilke vivant, Rilke à Paris), recueils d’études et d’hommages qu’il coordonna (Reconnaissance à Rilke, Cahiers du Mois, 1926 ; Rilke en France, Plon, 1942) et nombre d’articles livrés aux différents périodiques de l’époque. Son nom, inscrit aux côtés de celui d’autres promoteurs et fervents rilkiens, est aujourd’hui indissociable de la vogue de rilkomanie qui s’empara du lectorat français à partir du milieu des années 1920. Son travail prolifique sur Rilke ne doit cependant pas faire oublier qu’il fut également chargé de traduire pour Fayard La Montagne magique de Thomas Mann - tâche dont il dut s’acquitter en un temps record, puisque la décision de faire traduire dans une version intégrale (contrairement aux pratiques de l’époque) le volumineux roman de Thomas Mann fut prise qu’en 1929 (contrat du 6 novembre 1929) et la traduction confiée à Maurice Betz le 8 février 1930 (pour une rémunération in fine de 14.000 fr.), pour une parution en 1931 -, mais également Also sprach Zarathustra de Friedrich Nietzsche pour Gallimard ou bien, pour Émile-Paul frères, des auteurs plus populaires, tels Vicki Baum ou Jakob Wassermann. Vers la fin des années 1920, Bernard Grasset sollicita Betz afin qu’il traduise l’ouvrage Gott in Frankreich de Friedrich Sieburg. L’éditeur, qui ne parlait pas un mot d’allemand, trouva le texte de Betz « plat, sans vie et sans pittoresque », le remania à sa guise (ainsi qu’il le fit plus tard avec la traduction des Lettres à un jeune poète traduites par Rainer Biemel, alias Jean Rounault) et le publia en 1930, sans mentionner le nom du traducteur (Betz, qui s’était désolidarisé de l’entreprise, fut vraisemblablement à l’origine de cet anonymat). En 1939, Betz traduisit cependant pour les Éditions de France l’ouvrage Visage de la France en Afrique de Sieburg. Il fut également pressenti, en 1928, pour la traduction de La Fuite sans fin de Joseph Roth.
Parallèlement à ses traductions et à un emploi administratif d’attaché à la Direction Générale des Services d’Alsace et de Lorraine (1929-1939), Betz se consacra également à son œuvre propre et publia régulièrement des romans à teneur nettement autobiographique. Habitué à tenir son journal intime et rompu, de par son ascendance protestante, à l’examen intérieur, celui que l’on décrivait comme un homme ultrasensible, ayant le goût du secret et une timidité quasi maladive, aux antipodes de certains ronds-de-cuir poseurs de la scène littéraire, eut l’ambition de décrire à travers une série de romans de mœurs les tensions, amertumes, inquiétudes et déséquilibres de sa génération, jetée dans l’après-guerre. En 1925, son roman de mœurs L’Incertain, paru dans la collection d’Edmond Jaloux (Émile-Paul frères), fut pressenti pour le Goncourt : Betz y analyse avec une délicate sensibilité la mélancolie et les destinées sentimentales des jeunes gens de son âge. Dans Le Démon impur (Émile-Paul frères, 1926), l’écrivain s’attache à l’homosexualité et au sentiment d’amour incestueux d’un père. En 1927 paraît La Fille qui chante (La Nouvelle Revue Française). Il épouse en cette même année Louise (Amélie) Corroy (Liffol-le-Grand, 1888 - Paris, 1972). Suivent alors plusieurs ouvrages traduisant un recul net de l’inquiétude, un regain de stabilité, de sérénité, de plénitude : en 1930 Plaisir d’amour (Émile-Paul frères), puis, en 1931 et 1932, les deux premiers tomes d’une trilogie intitulée « La Jeunesse du siècle » : Le Rossignol du Japon et Le Ressac. Le dernier tome, Souvenirs du bonheur, publié à titre posthume en 1949, traite d’une expérience autobiographique : les relations tumultueuses avec un fils adoptif. La production de l’écrivain Maurice Betz n’attira cependant guère l’attention des critiques, qui focalisèrent leurs discours sur son statut de traducteur de Rilke.
Maurice Betz déploie enfin une activité de journaliste. Sollicité pour ses vues sur la littérature et la culture allemandes, il livre des articles - notamment sur Rilke et sur les auteurs alsaciens - aux populaires Nouvelles littéraires, artistiques et scientifiques ainsi qu’à La Nouvelle Revue Française. Il publie quelques chroniques dans La Revue hebdomadaire, La Revue de Genève, Tous les LIvres (Hachette), Le Rouge et le Noir etc. Mais il est surtout un collaborateur assidu des journaux de l’Est de la France : Le Nouveau Journal de Strasbourg, L’Alsace, Les Dernières Nouvelles de Strasbourg, Notre Pays (dont il fut le rédacteur en chef), La France de l’Est, Journal de L’Est, Journal d’Alsace, etc.
En 1930, Maurice Betz figure en outre dans le jury du prix de l’Alsace littéraire, qui récompense les productions littéraires en langue française dont les auteurs sont alsaciens. Il côtoie à cette occasion Paul Valéry (président de la section « Poésie »), Marcel Prévost, Jean Cassou, Maurice Martin du Gard, Yanette Delétang-Tardif, Jean Giraudoux, Julien Green, André Lichtenberger, Jean Schlumberger, Guy de Pourtalès...

### La Seconde Guerre. Captivité. L’Occupation
Alors qu’il vient de rédiger un essai intitulé Portrait de l’Allemagne (prix Henri Lange de l’Académie française, 1941) dans lequel il tente de cerner l’esprit germanique, en étudiant notamment certains concepts réputés intraduisibles en français, la Seconde Guerre éclate. Au « Puits », le manoir de campagne de Chauconin, près de Meaux, le couple Betz accueille aux premiers jours de septembre 1939 le philosophe Walter Benjamin qui retrouve là le couple Franz et Helen Hessel ainsi que Lou Albert-Lasard et sa fille Ingo de Croux-Albert. Maurice Betz est quant à lui mobilisé : il rejoint un cantonnement sur le front de la Sarre, à Oermingen, où il exerce la fonction de lieutenant-officier de batterie, chargé de la liaison avec l’artillerie, du choix des cibles et de l’orientation des tirs. Il continuera une activité littéraire durant sa période d’engagement, en devenant directeur d’un mensuel rapidement disparu, L’Artilleur de Metz : Journal du 189e Régiment d’Artillerie Lourde Tractée et des artilleurs combattants. Il retrace cette brève période sur le front dans une interview donnée au Figaro le 30 mars 1940, mais surtout dans la préface à sa traduction du Cornette, entamée sur le front. Betz dédie son texte à ses compagnons de cagna (« À mes compagnons d’armes le capitaine Coulpier, le lieutenant Ritter et le brigadier de tir Charnoz, en souvenir de notre cagna des bois et de nos premières nuits de tir, Front de la Sarre, octobre 1939. M. B. ») et montre un goût certain à l’évocation de ces instants de partage et de compagnonnage virils sur le front :

« Cinquante ans après que le jeune Rilke eut déchiffré l’émouvante aventure de son ancêtre le cornette de Langenau dans les volutes d’un ciel de printemps et eut écrit ce bref poème, obéissant à une dictée intérieure, sans une rature, en une seule nuit, ce petit livre a fait la conquête de l’Europe et plus de huit cent mille exemplaires en sont répandus à travers le monde. Et vingt-quatre ans après qu’un lycéen l’eût découvert dans sa chambre d’étudiant, le même homme – soldat de quarante ans – le retrouve, avec la même émotion, dans une cagna du front de la Sarre, voisinant sur une planche de sapin brut avec un revolver, un téléphone et une table de logarithmes. Dehors, il pleut à torrents. Cinq hommes dégagent autour de moi leurs odeurs de bêtes mouillées. L’un ronfle, affalé sur un lit de camp. L’autre, qui s’affaisse lentement, se redresse par brusques soubresauts, et chaque fois qu’un effort convulsif rejette sa tête en avant, je vois sous la peau glisser sa pomme d’Adam. Il fait chaud dans notre guitoune mais la lampe-tempête empeste et un coup de vent de temps en temps nous renvoie une bouffée de fumée. Mystère du jeu des artilleries auquel nous prenons part, puissamment intéressés, sans connaître pourtant tous les ressorts de la partie où nous sommes engagés. Mon téléphone, branché en parallèle, semble ronronner à vide, répétant inlassablement les ordres de tir qui s’adressent à d’autres groupes. Les pièces de G.P.F. tendent par-dessus nous, dans un fracas de tonnerre, leurs trajectoires de plus en plus courtes. Puérile et inhumaine impatience : sera-ce bientôt notre tour ? Un appel, soudain, retentit ; je saisis l’écouteur. Ce n’est qu’un nouveau sondage, que le téléphoniste enregistre, impassible. Entre une bouteille Thermos et une table de tir, mon geste a déplacé le petit livre : par quel hasard ici ? Une goutte de café a maculé la couverture verte et blanche. Je l’ouvre, et mon regard, une fois de plus, accompagne le cornette Christoph Rilke dans sa lointaine et romantique chevauchée. Les nuits sans sommeil sont longues, tandis qu’on attend les ordres de tir. À côté de moi, les dormeurs ronflent à l’envi ; le poêle fume toujours. Une branche de sapin, secouée par le vent, racle notre toit de tôle entre de rafales de 155. Mais une lumière très douce semble tout à coup monter de ces pages, offrant à mes songes je ne sais quelle liberté exaltante. Ô musique, ô passé, et tous les souvenirs inachevés du temps où l’on était encore soi-même… La sonnerie de nouveau tinte : « Objectif n° X. Cadence maxima. Tir d’efficacité de 4,15 heures à 4,30 heures ». – Adieu Cornette ! »

Du front de la Sarre, Betz est envoyé sur le front de Belgique (vers Rousies). En mai 1940, il est fait prisonnier par les Allemands et connaît une captivité brève mais éprouvante dans le camp de transit (Dulag) de Mailly-le-Camp dans l’Aube, où sont parquées des masses de soldats affaiblis et affamés. Libéré début août 1940, peut-être grâce à sa grande connaissance de l’allemand et à son renom de traducteur, Maurice Betz apprend la perte de sa mère, disparue fin juin 1940 durant sa captivité et tente de reprendre une vie normale dans le Paris occupé par les troupes allemandes. Bien que relâché, il garde le statut de prisonnier, peut toujours être remobilisé par l’Occupant et craint cette liberté précaire. À partir de 1941, il est temporairement employé comme traducteur-interprète au Service des Traductions du Service Diplomatique des Prisonniers de Guerre (SDPG, rue Cortambert), sous la houlette du pétainiste ambassadeur de France à Berlin Georges Scapini, et contribue à négocier auprès des Allemands le sort des prisonniers de guerre français. Il poursuit en parallèle, mais avec un entrain diminué, ses activités de traducteur et d’écrivain. Il continue de composer des poèmes de guerre, dans la lignée de son premier recueil Scaferlati pour troupes : du recueil confidentiel intitulé Franchise militaire, ayant pour objet la Seconde Guerre mondiale, ne nous parviendront que sept poèmes inédits publiés en 1941 sous le titre La part du feu et préfacés par Marcel Arland. Ses activités de traducteur se poursuivent également : Betz traduit en moyenne un volume de Rilke par an durant ces années noires : le Chant de l’amour et de la mort du cornette Christoph Rilke (Émile-Paul frères, 1940), Le Poète (Émile-Paul frères, 1941), Le Paysage (Émile-Paul frères, 1942), Les Amantes (Émile-Paul frères, 1944) et Lettres sur Cézanne (Corrêa, 1944). Maurice Betz travaille également sur des classiques de la littérature allemande : le Chant des Nibelungen (À l’enseigne du pot cassé, 1944), mais également du théâtre (Stella, in : Théâtre complet, La Pléiade, 1942) et des poésies (Les Élégies romaines, Émile-Paul frères, 1944) de Goethe. En 1942, il signe la traduction de Jardins et routes : pages de journal (1939-1940) d’Ernst Jünger, puis, en 1943, traduit, en collaboration avec un certain Pierre Pargal, une biographie de Bismarck signée Gert Buchheit, pour les éditions Colbert, totalement inféodées à l’occupant. Parallèlement, son ouvrage de 1939 Portrait de l’Allemagne, de même que sa traduction de La Montagne magique et celle des romans de Vicki Baum, est inscrit sur la liste Otto des livres proscrits retirés de la vente. Au lendemain de sa libération du camp de Mailly, il « écrit très vite, en une quinzaine de jours, encouragé par Aveline, ces Dialogues de prisonniers » dont il avait « rapporté l’ébauche de Mailly » : « J’y ai déversé toutes les rancœurs, toutes les désillusions trop liées à l’actuel qui m’agitent dans cette époque infâme », confesse-t-il dans son journal intime. L’ouvrage, publié en 1940, fait partie des titres favorisés par l’occupant, soucieux de promouvoir la littérature de guerre, mais est néanmoins vertement critiqué par Bernhard Payr, chef de l’Amt Schrifttum à Paris à partir de 1943. Rappelant le passé anti-allemand de Betz, ce « Super-Remarque » constituant une des « personnalités peu sympathiques de la littérature actuelle », Payr écrit ainsi, dans son essai de propagande Phénix ou Cendres ? : « Dès 1940 parurent les Dialogues des prisonniers de Maurice Betz. Cet ancien traducteur et biographe de Rilke avait, par la suite, enrichi la série des livres déplaisants sur l’Allemagne par un Portrait de l’Allemagne qui témoignait d’un manque total de compréhension. La justice immanente du destin fit que Betz fut emmené en captivité en Allemagne en qualité d’officier de réserve. La publication de prétendues conversations de camarades prisonniers (qu’il compromet en les désignant nommément) a très vite révélé son opinion hésitante. Ces entretiens témoignent du déracinement, du désarroi et de l’amertume des officiers vaincus dans les premiers mois qui suivent l’effondrement. Ces conversations ne forment qu’une suite de propos injurieux sur l’armée française, ce qui pour nous est très instructif et très révélateur. Cela a d’ailleurs valu à l’auteur, et non sans raisons, d’être qualifié de "Super-Remarque" dans une revue allemande. » Et Payr de conclure son analyse des Dialogues de prisonniers en ces mots : « Il eût été préférable que Maurice Betz renonçât à ces étranges incursions dans un domaine qui lui est étranger et se fût limité à ses études sur Rilke, auquel il vient de consacrer tout récemment un livre important. »
En janvier 1944, Maurice Betz élabore enfin une mince plaquette, tirée sur les presses de Jean-Gabriel Daragnès : les Fragments sur la guerre, de Rainer Maria Rilke. La plaquette, tirée à 75 exemplaires (puis rééditée à la Libération par Émile-Paul frères, dans une maquette légèrement modifiée) pour quelques amis rilkéens, rassemble des lettres pacifistes rédigées par Rilke pendant et au lendemain de la Grande Guerre et entend contrecarrer le détournement de Rilke par la propagande national-socialiste, comme l’affirme le préambule : « Destinés à montrer l’abus fait par la propagande allemande en France du nom de Rainer Maria Rilke, ces extraits de lettres rétablissent dans sa pureté et dans sa vérité la figure du grand poète pragois qui, après avoir souffert plus qu’aucun autre de la guerre de 1914 à 1918, avait, dès 1920, par son volontaire exil, et par un hommage formel au président Masaryk, protesté contre la vague montante du nationalisme allemand et contre les premières manifestations du national-socialisme menaçant. » L’ouvrage est dédié au germaniste résistant fusillé Jacques Decour, porte sur sa couverture un cœur rouge surmonté d’une croix de Lorraine et sur la page de garde une gravure saisissante de Daragnès : une rose rouge (symbole rilkéen par excellence) parcouru par une chenille noire.

### Les dernières années
Le journal que Maurice Betz tint entre 1940 et 1946 (il perdit certains carnets lors de sa captivité) laisse entrevoir, en 1944-45, un homme rongé par un malaise existentiel de plus en plus profond et chronique, causé à la fois par la perception du vieillissement de son corps, la nostalgie de la jeunesse disparue et le départ d’un fils adoptif, qu’il relate dans Souvenirs du bonheur. Il rappelle dans son journal le suicide de René Crevel en 1935, et la pensée d’une mort volontaire lui effleure l’esprit à plusieurs reprises.
Maurice Betz poursuit plusieurs projets éditoriaux en 1945 : outre ses travaux d’« érudition » que constitue la traduction d’œuvres de Goethe et de la Chanson des Nibelungen, il continue de mener de front plusieurs projets de traduction afférents à Rilke. En octobre 1943, il est reçu par Robert Denoël, « requin épanoui qui grossit dans le sillage des naufrages » (Journal intime, 5 octobre 1943), et se voit confier la traduction de la correspondance entre Rilke et Magda von Hattingberg, alias Benvenuta (l’ouvrage, sans doute inachevé par Betz et complété par G. Mundler, paraîtra en 1947). Les frères Émile-Paul ont quant à eux le projet démesuré (eu égard à leurs propres difficultés financières) de publier une édition complète de la poésie de Rilke ainsi que la correspondance de Rilke. Betz est donc chargé de mettre sur pied un volume de correspondance entre Rilke et Baladine Klossowska (malgré un contrat signé avec Émile-Paul en juin 1944, l’ouvrage ne verra le jour que bien plus tard, aux éditions du Seuil). Il envisage également de traduire la correspondance entre Rilke et Helene von Nostitz, qu’il avait rencontrée à Paris début 1943 (l’ouvrage demeura simple projet). Au début de 1946, il confie enfin au jeune François-René Daillie, rencontré au printemps 1944, la traduction des poèmes de jeunesse de Rilke, ainsi que de La Vie de Marie et de La Princesse blanche, vraisemblablement dans le cadre de ce projet d’œuvres complètes (l’ouvrage, là encore, ne verra jamais le jour). Maurice Betz mène parallèlement à ces quelques traductions dans lesquelles il se sent de moins en moins épanoui un travail d’anthologie illustrée sur l’Alsace et rassemble le témoignage de plusieurs écrivains, des contemporains notamment (Léon-Paul Fargue, Jean Giraudoux, Jean Schlumberger, par exemple), sur sa terre natale. Sous l’influence de la fin de la Seconde Guerre, l’ouvrage, qui devait porter le titre de L’Alsace de Malherbe à Giraudoux, s’appellera L’Alsace perdue et retrouvée (Albin Michel, 1946). C’est enfin à cette époque que Maurice Betz rédige plusieurs articles sur l’Allemagne pour les Nouvelles littéraires et se voit proposer par André Sabatier, directeur littéraire d’Albin Michel, une place de directeur de collection dans la maison de la rue Huyghens.
Spectateur de la Libération et de l’épuration qui sévit, Maurice Betz, au-delà du sentiment de liberté retrouvée, découvre avec horreur la barbarie des camps de concentration lorsque des photographies sont publiées dans le Times en 1945, et prend conscience de la « sauvagerie » « horrifiante », de la « monstruosité » bestiale d’« une race d’hommes, [d’]un certain clan entraîné systématiquement à la violence, au mépris de l’individu, à la domination brutale » (Journal intime, 21 avril 1945). Betz demeure cependant sceptique vis-à-vis de ce qui se met en place dans la France libérée : les commissions d’épuration sont à ses yeux responsables d’exécutions sommaires sur les individus coupables de collaboration ou soupçonnés d’intelligence avec l’occupant. Il condamne ainsi objectivement dans son journal le procès bâclé et l’exécution de Robert Brasillach, personnalité qu’il n’aime pas mais que la mort élèvera à jamais au rang de martyre pour les forces réactionnaires de France. Maurice Betz pressent à juste titre le risque de dérapages et d’injustices d’une « loi du talion ».
Maurice Betz, qui, depuis ses expériences de guerre, tient en horreur la vie de l’arrière et préfère l’engagement sur le front, sollicite auprès de l’État major son rappel en activité à la sous-direction de l’artillerie. Cette dernière exige en janvier 1945 un examen de son dossier par une commission d’épuration, ce que Betz refuse, arguant de son statut d’« Alsacien réfractaire au service militaire allemand, combattant volontaire en 1918 et Croix de Guerre 1940 » et jugeant cette procédure « humiliante et injurieuse en raison de la suspicion qu’elle implique » (Journal intime, 20 janvier 1945). Après avoir sollicité l’Office des Changes, une institution chargée du commerce extérieur, il opte pour l’Administration Militaire Française en Allemagne (AMFA). Sa première visite à l’AMFA, le 25 mai 1945, est édifiante : « Milieu peu attrayant. Tout un rebut de ratés de toute sorte, de fonctionnaires retraités, de commissaires de police en disponibilité, vient échouer là en quête de prébendes... Si c’est là le niveau moyen du recrutement, ces administrateurs militaires donneront à l’Allemagne vaincue une idée peu avantageuse de la France » (Journal intime). Début juin, Betz se voit proposer par l’éditeur Jean Fayard un poste au Département de l’Édition dans le service de propagande du Gouvernement militaire de la Zone Française d’Occupation en Allemagne. Betz et Fayard rejoignent les personnels formés qui, au sein de la Zone Française d’Occupation placée sous la direction de Jean de Lattre de Tassigny, devront reprendre en main l’administration allemande, assurer la dénazification et rééduquer le peuple allemand en s’appuyant sur des personnalités locales irréprochables. Maurice Betz est stationné durant l’été 1945, puis l’été 1946 à Lindau, puis à Baden-Baden, mais l’entreprise ne s’avère guère concluante en raison d’une large anarchie administrative et de luttes de pouvoir entre les différents administrateurs généraux (De Lattre, Koenig, Laffon).
Maurice Betz se rend le 29 octobre 1946 à Tours dans le cadre d’une démarche d’adoption. Après avoir indiqué la veille l’heure à laquelle il souhaitait être réveillé, il est retrouvé mort au petit matin dans sa chambre d’hôtel.

## Maurice Betz parle des auteurs qu’il a traduits
- Interview inédite de Maurice Betz, dans un café du quartier de Saint-Germain-des-Prés, en 1942 (Source : INA) :

« Rilke a été heureux de retrouver le visage familier de ce Paris où il ne cherchait pas seulement ses amitiés passées, mais aussi le visage même de cette ville.

Journaliste : Il avait beaucoup de relations, non seulement parmi les poètes, parmi les écrivains français, mais aussi dans le monde parisien où il avait beaucoup de succès.
Oui, certainement, il a été très fêté. Mais je croyais qu'il fuyait plutôt les coups de téléphone trop nombreux, les invitations multiples, pour retrouver plutôt certains coins du Luxembourg où il avait été écrit autrefois certains poèmes.
Journaliste : Ce quartier de Saint-Germain-des-Prés, où nous sommes en ce moment, était un de ses plus familiers, un de ses plus aimés.
Ce quartier de Saint-Germain lui-même est lié à un souvenir que Rilke m'a conté lors de son deuxième séjour à Paris. Il était venu en octobre ou novembre 1921, absolument seul, pour cinq jours à Paris. Il descendit à l'hôtel et il cherchait à retrouver le contact avec la France, ce contact que la guerre, malgré lui, lui avait enlevé. Ce jour-là, il se promena assez tard, précisément dans ce quartier-ci, rue de l'Ancienne-Comédie, rue de Buci, et il se trouva tout à coup devant une vitrine d'antiquaire où il lui sembla reconnaître les objets mêmes qu'il avait vus dans cette même vitrine, en juin 1914. Le sentiment, me dit-il, d'avoir revu ces objets tels quels, ces objets qui n'avaient pas changé, cette vitrine de cet antiquaire, ce quartier tellement immuable, tellement fidèle à l'image ancienne pour lui fut un choc si violent qu'il eut alors le sentiment d'avoir retrouvé son Paris d'autrefois. Ce fut pour lui un immense bonheur.
Journaliste : La soudure était refaite avec ce qu'il avait aimé. Je crois du reste que sa connaissance de Paris ne se bornait pas seulement à une amitié vague, à une familiarité imprécise. Il connaissait Paris comme peu de gens peuvent le connaître.
Rilke connaissait Paris très bien. Et il m'a raconté quelquefois en riant qu'il était assez fier d'avoir pu répondre à certaines colles difficiles de Valery Larbaud qui se plaisait à demander à ses amis où se trouvait le premier figuier qui fleurissait dans tel quartier de Paris etc. Rilke savait répondre à ces questions, il en était assez fier.
Journaliste : Et Rilke n'a-t-il pas été non seulement l'ami, mais le secrétaire de Rodin pendant son séjour à Paris ?
Rilke était le secrétaire de Rodin pendant son premier séjour à Paris, en 1904. Rodin, à ce moment-là, l'invita, presque en ami, à Meudon, et comme Rilke, qui était pauvre, ne voulait pas accepter cette hospitalité sans contrepartie, il accepta et il proposa lui-même au sculpteur d'assurer sa correspondance très nombreuse avec l'étranger. Et Rilke vécut pendant quatre ou cinq mois dans la familiarité de Rodin, à Meudon et dans son atelier de Paris.
Journaliste : Et n'est-ce pas à Rilke que nous sommes redevables du musée Rodin qui existe actuellement, d'une façon indirecte ?
C'est en effet à Rilke, non pas à ce moment-là, mais plus tard, après plusieurs voyages à l'étranger que Rilke revint à Paris et s'installa dans une des belles rotondes de l'hôtel Biron qu'occupaient des poètes, des peintres: Cocteau, l'acteur De Max et d'autres encore. Ces rotondes étaient transformées en ateliers, et Rilke lui-même s'était installé dans un de ces ateliers, et il fut si charmé de ce décor, de ce parc très sauvage alors qu'il convia un soir Rodin à venir visiter sa nouvelle installation, et Rodin lui-même fut tellement séduit qu'il décida de s'installer à l'hôtel Biron. L'hôtel Biron, par la suite, resta la propriété de Rodin qui ne se laissa pas expulser par l’État français lorsque l’État voulut reprendre possession de cet hôtel Biron. Et Rodin y est resté. Après la mort de Rodin, cet hôtel Biron est devenu le musée Rodin, et c'est en effet grâce à Rilke que nous pouvons voir aujourd'hui les chefs-d’œuvre de ce grand sculpteur dans le cadre qui leur était le plus convenable.
Journaliste : Et est-ce qu'on peut parler dans l’œuvre de Rilke d'un enrichissement par Paris ? Est-ce que les séjours de Rilke à Paris, la connaissance qu'il a eue des choses de la France ont donné à son œuvre un tour particulier ?
Rilke a subi très fortement l'influence du milieu scandinave, du milieu russe aussi, et au retour de ses voyages lointains, Paris lui a donné une sorte de fermeté, à sa forme une certaine netteté, dont il a pris conscience aussi en présence de l’œuvre de Rodin. Au plus, Paris et la France étaient pour lui un paysage de l'humain, c'était un visage qu'il sentait et qu'il a su exprimer aussi bien dans ses poèmes que dans son livre en prose, qui est le journal d'un jeune étranger qui prend contact avec Paris et souffre de tous les spectacles que lui offre cette grande ville et qui essaie de prendre conscience de lui-même plus profondément, en face de ces choses-là, en face de ces visages.
Journaliste : Ce que la France a donné à Rilke, je crois que Rilke le lui a rendu, au moins en partie. Il a traduit, n'est-ce pas, les œuvres de Valéry en allemand.
Rilke a traduit les œuvres de Valéry. Il a traduit d'autres poètes français, il a traduit quelques poèmes de Verlaine, il a traduit des poèmes de Baudelaire, il a traduit le Centaure de Maurice de Guérin, et il a ainsi rendu à la France, à la littérature française, au centuple ce que nous avons fait pour lui. »

## Témoignages sur Maurice Betz
- Jacques L. Hirtz, « Maurice Betz, rédacteur en chef de Notre Pays », in : Notre Pays, no 1 :

« Physiquement, Maurice Betz est un beau garçon svelte, à l'allure souple et aisée, au visage rêveur et fin, auréolé d'une soyeuse chevelure blonde. Lorsqu'on l'a vu une fois, il est impossible d'oublier son front haut et bombé et ses grands yeux bruns, profondément enfoncés dans les orbites, où luit un regard loyal et songeur, un regard qui semble contempler, par-delà les horizons vulgaires, je ne sais quelles contrées mystérieuses et enchantées, inaccessibles au commun des mortels... L'accueil de Maurice Betz est simple, charmant, avec une pointe de réserve qui n'est peut-être que de la timidité. Impossible d'être moins poseur, moins prétentieux, moins Homme de Lettres. Il travaille beaucoup, mais sans horaire, sans discipline, au gré de l'inspiration et des réactions digestives. Il n'est sûrement pas un rond-de-cuir de la littérature. Et je dirais volontiers qu'il n'est pas davantage un littérateur, au sens industriel où on l'entend aujourd'hui, mais simplement un artiste qui prend la plume lorsqu'il a quelque chose à exprimer. Pour œuvrer ― détail symptomatique ―, il faut à ce délicat de vastes horizons, le contact sain et apaisant de la nature. À Paris, le jeune romancier habite rue Médicis. Par les baies de son appartement se coulent les amples frondaisons du Luxembourg, le rire cristallin des enfants, l'éclat des bassins et les fontaines, la majesté morose des nurses et des reines de pierre... À Meaux, Maurice Betz possède, au bord de la Marne, un vieux manoir vêtu de lierre. Il passe là une partie de l'été à travailler ou à se promener à travers la campagne, en compagnie de sa charmante femme, escorté de ses chiens fidèles. Car il adore les animaux, et lorsqu'on se présente à sa porte, il est rare qu'un miaulement de chat ou un jappement ne fasse pas écho au timbre de la sonnerie.Parfois, le jeune écrivain, oint d'huile et nimbé de soleil, loue un canoë et évolue longuement à travers les méandres du fleuve, demi-dieu rieur, se jouant des éléments. Le bonheur ? Ce serait trop simple. Le bonheur n'est pas forcément un beefsteak dans une assiette, ni un parc devant une fenêtre. Maurice Betz porte en lui les incertitudes, les contradictions et le tourment des vrais artistes. Il aimerait être un héros et il n’est qu’un  homme comme les autres. Il a l’âme d’un anarchiste et il vit comme un bourgeois. Il aimerait créer une œuvre parfaite et il n’est jamais satisfait de son travail. Il mène une vie sédentaire, il adore son foyer et cependant il éprouve un perpétuel désir de rupture, d’évasion, d’aventures lointaines et merveilleuses. Contradictions inhérentes à la nature même de l'homme, mais dont Betz, dans sa sensibilité exacerbée, souffre plus intensément qu'un autre. Et si les romans comme L'Incertain ou Le Démon impur nous passionnent et nous bouleversent tant, c'est que l'écrivain nous y livre moins des personnages imaginaires qu'un morceau tout palpitant de vie, de son cœur inquiet et douloureux. Le temps a-t-il apaisé ce tourment ? L'écrivain, à l'instar des grands romantiques, s'en est-il débarrassé en le décrivant ? Ou l'Europe entière, après une période de “mal du siècle”, est-elle revenue à une conception plus positive, plus sereine de la vie ? Je ne sais. Toujours est-il que les derniers romans de l'auteur : Le Rossignol du Japon et ce Ressac qui eût du obtenir le Prix Goncourt, si le jury n'avait préféré un fils à papa [Guy Mazeline] au fils de ses œuvres, sont tout baignés d'un apaisement, d'un équilibre, d'une plénitude quiète qui contrastent singulièrement avec le ton des précédents volumes. »

- Thomas Mann, lettre à Yanette Delétang-Tardif, 1er septembre 1947 :

« La nouvelle du décès de Maurice Betz m'a profondément ému, car je lui dois une gratitude infinie pour l'étonnante traduction de La Montagne magique, chef-d’œuvre d'une transcription verbale et spirituelle qu'on ne saurait assez admirer. Je ne veux certes pas être injuste pour mes autres traducteurs, les Français en particulier, qui ont tant fait dans votre pays pour faire connaître mon œuvre. Mais j'ai toujours eu le sentiment que La Montagne magique de Betz appartient aux réussites tout à fait extraordinaires de l'art de la traduction, celles dans lesquelles (comme la traduction allemande de Shakespeare par Schlegel) l'original devient un nouvel original et où il se produit une véritable intégration d'un lien spirituel étranger dans un autre patrimoine littéraire, ici le français. Au reste, le défunt n'avait-il pas précédemment fait chose analogue pour les poèmes de R.M. Rilke ? Et aurait-il pu le faire s'il n'avait été lui-même un poète de classe, un esprit créateur et parent de tout ce qui est créateur ? Avec vous, avec la France littéraire dont il était un ornement, je pleure de tout mon cœur cet artiste du verbe, aimable et digne d'être aimé. »

## Œuvres
- Scaferlati pour troupes, poèmes suivis de La malemort de Jean Lefranc, A. Messein éditeur, 1921.
- Rouge et blanc, roman, Albin Michel, 1923.
- L’Incertain, roman, Émile-Paul frères, 1925, disponible sur Gallica.
- La fille qui chante, roman, [La Nouvelle Revue française], 1927, disponible sur Gallica.
- Plaisir d’amour, roman, Émile-Paul frères, 1930.
- Le Rossignol du Japon, roman, trilogie (1) « La jeunesse du siècle », Émile-Paul frères, 1931.
- Le Ressac, roman, trilogie (2) « La jeunesse du siècle », Émile-Paul frères, 1932.
- Rilke vivant, souvenirs, lettres, entretiens, Paris, Émile-Paul frères, 1936.
- Portrait de l’Allemagne, 1939, prix Lange de l’Académie française en 1941, disponible sur Gallica.
- Dialogues des prisonniers, La Nouvelle Revue française no 325, mars 1941, disponible sur Gallica.
- La part du feu : Pour Albert Carlier, prisonnier, préface de Marcel Arland, La Peau de Chagrin, 1941
- L’Alsace perdue et retrouvée, Albin Michel, 1946.
- L’Art français dans la guerre. L’Alsace, 1947.
- Souvenirs du bonheur, roman, trilogie (3) « La jeunesse du siècle », Albin Michel, 1949 (publié à titre posthume)[10].

## Traductions
de Friedrich Nietzsche
- Ainsi parlait Zarathoustra - Also sprach Zarathustra, Gallimard, 1936

de Thomas Mann
- La Montagne magique - Der Zauberberg, Fayard, 1931

de Rainer Maria Rilke
- Les Cahiers de Malte Laurids Brigge, Stock, 1923 ; Émile-Paul frères, 1925, disponible sur Gallica.
- Histoires du bon Dieu, Émile-Paul frères, 1927, disponible sur Gallica.
- Quinze sonnets à Orphée, in: Petite stèle pour Rainer Maria Rilke, éditions J. Heissler, 1927.
- Rumeur des âges, Cahiers Libres, 1928.
- Le Livre des rêves, J. Schiffrin, 1928.
- Fragments en prose, Émile-Paul frères, 1929.
- Le Roi Buhusch, Émile-Paul frèress, 1931.
- Poésie, Émile-Paul frères, 1938.
- Contes de Bohême, Émile-Paul frères, 1939.
- Chant de l’amour et de la mort du cornette Christoph Rilke, Émile-Paul frères, 1940.
- Le Poète, Émile-Paul frères, 1941.
- Le Paysage, Émile-Paul frères, 1942.
- Les Amantes, Émile-Paul frères, 1944.
- Lettres sur Cézanne, Corrêa, 1944.
- Fragments sur la guerre, Émile-Paul frères, 1944-45.
- Journal florentin, Émile-Paul frères, 1946.
- Rilke et Benvenuta : Lettres et souvenirs, Denoël, 1947.

de Marie von Thurn und Taxis
- Souvenirs sur Rainer Maria Rilke, Émile-Paul frères, 1936.

de Vicki Baum
- Lohwinckel en folie, Émile-Paul frères, 1932.
- L’Aiguille rouge, trad. M. Betz et M. Thiolat, Émile-Paul frères, 1937.
- Le Dernier jour, Émile-Paul frères, 1938.
- Sang et volupté à Bali, Stock, 1939.

de Jakob Wassermann
- Dietrich Oberlin, Émile-Paul frères, 1936.

de Carl Sternheim
- Napoléon et autres récits, Presses Universitaires, 1924.

de Ernst Jünger
- Jardins et routes, Plon, 1942.

Anonyme.
- La Chanson des Nibelungen.[7] Paris, À l’enseigne du pot cassé, 1944.

de Goethe
- Élégies romaines, Émile-Paul frères, 1944.

de Maximilian Harden
- Stinnes, Stock, 1923.

de Robert Brasillach
- Le voleur d’étincelles, 1932.

de Friedrich Sieburg
- Visage de la France en Afrique, Les Éditions de France, 1939.
- Dieu est-il français ?, Grasset, 1930.

de Arno von Moyzischewitz
- L’ombre de la paix, Émile-Paul frères, 1933 (Fesseln fallen: Ein deutsch-französischer Roman)

## Articles
- « Les Idées du comte Keyserling et le mouvement asiatique en Allemagne », Revue des Arts Asiatiques, no 3, octobre 1924, page 25, lire en ligne sur Gallica.
- « Rilke à Paris : polémique allemande », Les Nouvelles Littéraires, artistiques et scientifiques, 26 septembre 1925, lire en ligne sur Gallica.
- Recension de Vergers, La Nouvelle Revue Française, no 156, septembre 1926.
- « Hommage à Rilke », Les Nouvelles littéraires, artistiques et scientifiques, 8 janvier 1927, lire en ligne sur Gallica.
- « Rainer Maria Rilke », La Revue hebdomadaire, no 4, 22 janvier 1927, lire en ligne sur Gallica.
- « Rilke et Edmond Jaloux », Les Nouvelles Littéraires, artistiques et scientifiques, 20 août 1927, lire en ligne sur Gallica.
- « Notes sur Rilke », Chronique des lettres françaises, no 25, janvier-février 1927, lire en ligne sur Gallica.
- « Panorama de la littérature allemande depuis 1918 », La Revue hebdomadaire, 23 mars 1929, lire en ligne sur Gallica.
- « Anniversaire de Rilke : le dernier automne de Rilke », Yggdrasill, no 9, janvier 1937.
- « Rainer Maria Rilke, mémoires inédites », La Revue de Paris, no 15, août 1938, lire en ligne sur Gallica.
- « Guillaume Apollinaire, poète de guerre », La Nef, no 12, 30 novembre 1945, lire en ligne sur Gallica.
- « Lettre à Benvenuta », Saisons, Almanach des lettres et des arts, no 2, printemps 1946.
- « Le monologue et le drame moderne », La Revue Théâtrale, no 1, mai-juin 1946.

## Le Prix Maurice-Betz
Le Prix Maurice-Betz a été fondé en 1957 par Mme Maurice Betz en mémoire de son mari. Il est remis annuellement par l’Académie des sciences, lettres et arts d’Alsace, et permet de couronner un auteur pour toute forme de contribution à l’action culturelle.
Les lauréats depuis 2000 :
- 2000 : Marc Lienhard, pasteur, théologien.
- 2004 : Vincent Wackenheim, Adrien Finck, Raymond Matzen, Maryse Staiber, anthologistes.
- 2006 : Robert Steegmann, historien.
- 2008 : Antoine Beck, professeur et romancier, et Albert Strickler, poète
- 2010 : André Cabaret, romancier.
- 2014 : Gérard Pfister, écrivain, poète, éditeur.
- 2017 : Jean-Marie Valentin, germaniste.
- 2020 : Claire de Oliveira, traductrice.